# Doug Bowser
Doug Spencer Bowser (New York, 11 agosto 1965) è un imprenditore e dirigente d'azienda statunitense quarto presidente di Nintendo of America dal 2019, in sostituzione di Reggie Fils-Aime.

## Biografia
Bowser si è laureato in comunicazione presso l'Università dello Utah nel 1984, e ha lavorato presso Procter & Gamble dal 1984 al 2007, ricoprendo anche il ruolo di direttore del marketing clienti per la Regione dell'america latina.  Bowser ha lavorato presso Electronic Arts ricoprendo il ruolo di vicepresidente della pianificazione della domanda globale dal 2007 al 2015. Bowser è entrato in Nintendo of America nel 2015 come vicepresidente delle vendite e del marketing ed è stato promosso a vicepresidente senior delle vendite e del marketing a metà del 2016, dove ha supervisionato la promozione e il rilascio di Nintendo Switch in Nord America. Nel 2019 ha sostituito Reggie Fils-Aime come presidente di Nintendo of America.